# Racek galapážský
Racek galapážský (Creagrus furcatus) je středně velkým druhem racka, endemickým pro Galapážské ostrovy; je jediným druhem monotypického rodu Creagrus.

## Popis
Nezaměnitelný druh racka. Hlava je tmavošedá, krk světleji šedý, zbytek těla a ocas jsou bílé; hřbet je šedý. Křídla jsou typicky trojbarevná (podobně jako u racka Sabinova): loketní krovky jsou šedé, loketní letky a většina ruční části křídla bílá, krajní ruční letky a špičky středních ručních letek černé. Nohy jsou lososově růžové, zobák černý, se zelenavě bílou špičkou a červeným kořenem. V prostém šatu je hlava bílá s šedou kresbou kolem oka a světle šedými boky hrudi. Mladí ptáci jsou podobní dospělým v prostém šatu, loketní krovky jsou však hnědé se světlým lemem a na konci ocasu je černá páska. Ocas je ve všech šatech hluboce vykrojený, podobně jako u rybáků.

## Výskyt
Hnízdí pouze na Galapážských ostrovech, a to celoročně. Zatoulaní ptáci byli zjištěni v Kalifornii, není vyloučeno, že se sem dostali za pomoci lodní dopravy.

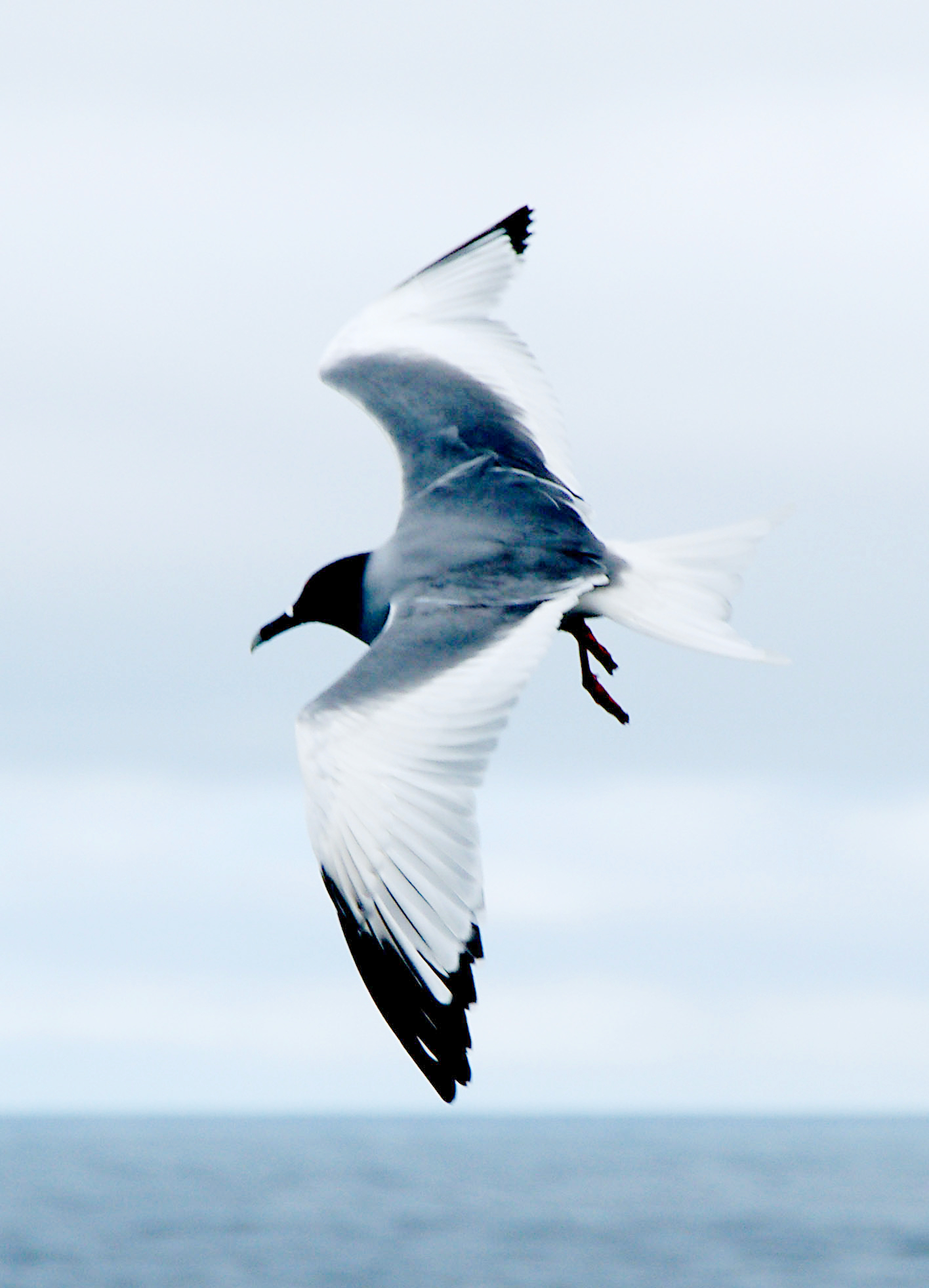
Dospělý racek v letu, s charakteristicky trojbarevnou kresbou křídel
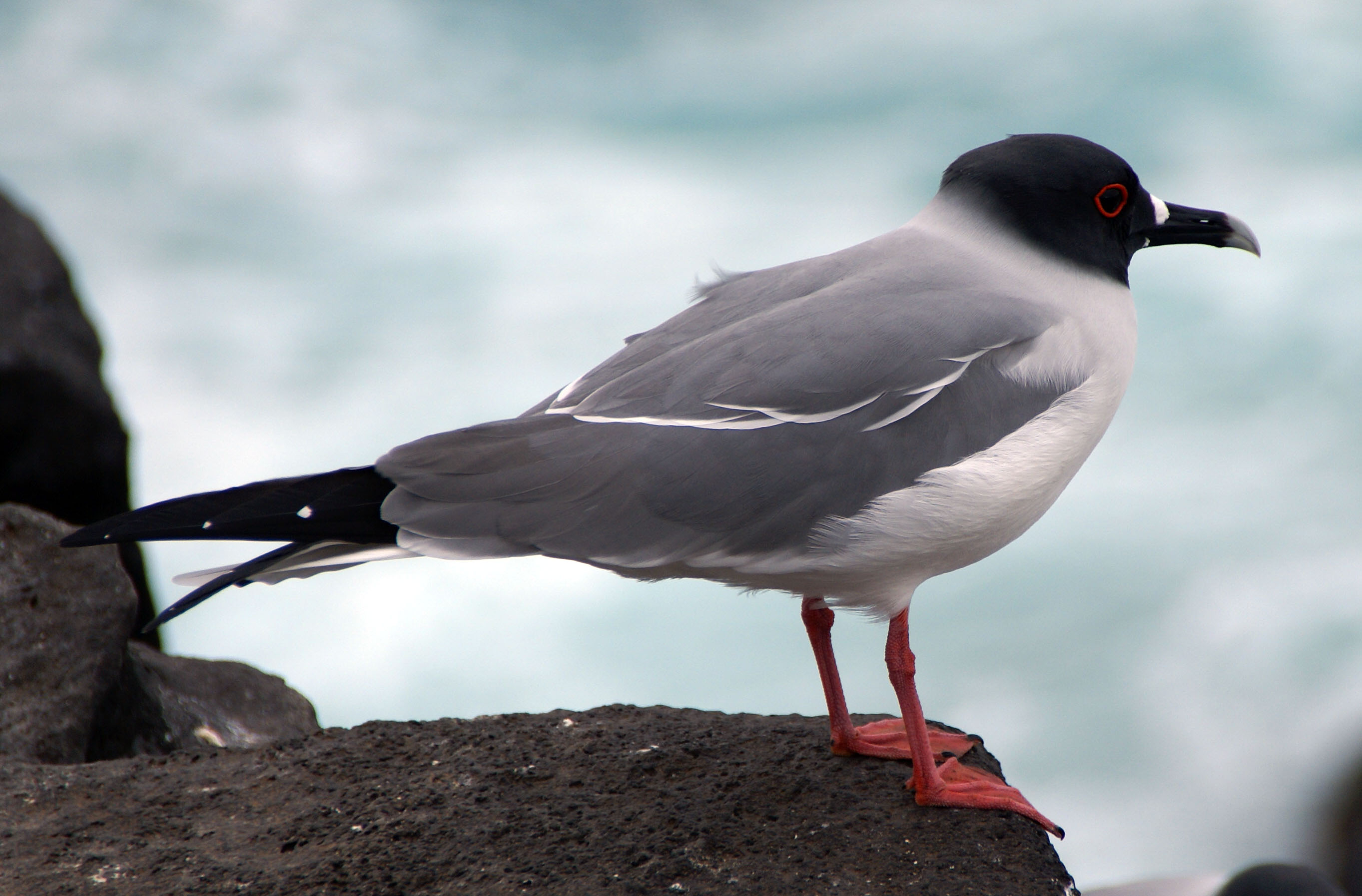
Dospělý pták
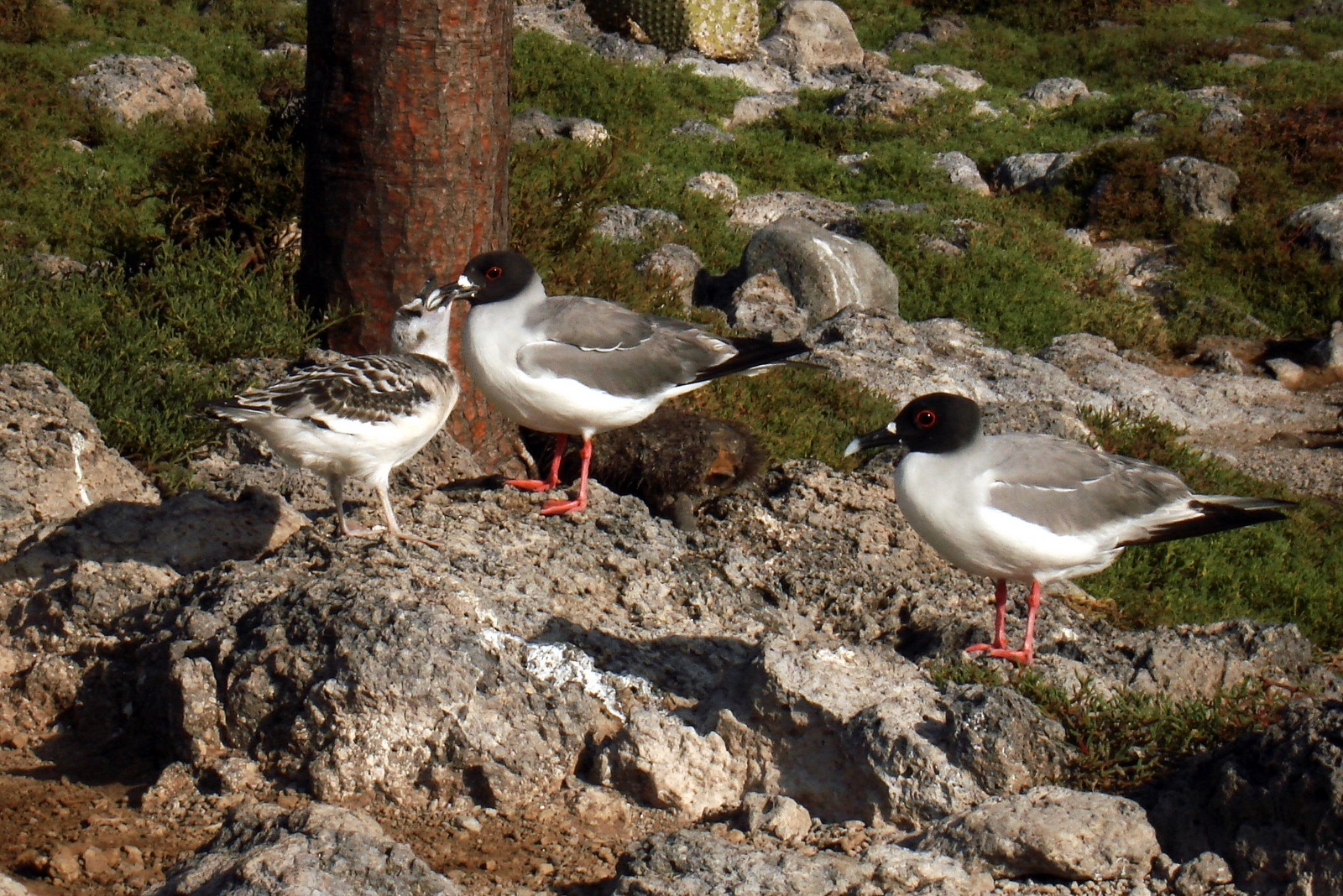
Dospělí ptáci s mládětem